# Aleksander Rapanowicz
Aleksander Rapanowicz (ur. 27 lipca 1910, zm. 17 marca 1982) – polski duchowny i działacz ewangelikalny, sekretarz i skarbnik Zjednoczonego Kościoła Ewangelicznego w Polskiej Rzeczypospolitej Ludowej.

## Życiorys
Pochodził z Wileńszczyzny. W 1930 roku zetknął się z prezbiterem Stanisławem Niedźwieckim, a w 24 maja 1932 roku, przyją chrzest wiary w rzece Wilii i został członkiem zboru w Kłowsiach. W kolejnych latach działał jako ewangelista odwiedzając zbory na terenie województwa wileńskiego. W 1934 roku wstąpił w związek małżeński z Eugenią Gonczar.
W kwietniu 1946 roku repatriował się do Polski i zamieszkał w Stargardzie Szczecińskim, a następnie w Szczecinie, gdzie był jednym z współozałożycieli tamtejszego zboru ewangelicznych chrześcijan, którego był także pastorem. W tym okresie należał do czołowych działaczy Kościoła Chrześcijan Wiary Ewangelicznej w Polsce.
We wrześniu 1950 roku został aresztowany w ramach Akcji „B”.
Od 1952 był członkiem Rady Kościoła ZKE, natomiast latach 1962–1971 członkiem Prezydium Rady Kościoła, pełniąc w latach 1962–1968 funkcję sekretarza Kościoła, a w latach 1968–1971 skarbnika Kościoła.
25 października 1953 roku został ordynowany na prezbitera.